# Helmut Roewer
Helmut Roewer (* 1950) ist ein deutscher Jurist und Publizist. Von 1994 bis 2000 war er Präsident des Thüringer Landesamtes für Verfassungsschutz. In seiner Amtszeit wuchs und radikalisierte sich die rechtsextreme Szene Thüringens, unter anderem mit finanzieller und logistischer Unterstützung des Verfassungsschutzes für V-Leute wie Tino Brandt. 1998 tauchten die von V-Leuten umgebenen späteren Rechtsterroristen des Nationalsozialistischen Untergrunds aus Jena ab. Seit seiner Pensionierung veröffentlicht Roewer in rechten bzw. neurechten und verschwörungstheoretischen Verlagen (Ares Verlag, Kopp Verlag), auf ähnlichen Internetplattformen und referiert  auf Einladungen aus dem gleichen Spektrum (Compact).

## Leben

### Ausbildung und erste Berufsjahre
Helmut Roewer nahm nach einer Ausbildung zum Offizier der Panzertruppe der Bundeswehr ein Studium der Rechtswissenschaften, Geschichte und Volkswirtschaftslehre auf, das er mit dem zweiten juristischen Staatsexamen abschloss. 1982 wurde er mit einer Arbeit über Rechte und Pflichten junger Menschen zwischen Elternrecht und staatlicher Einflussnahme – Die Entwicklung von der Reichsgründung 1871 bis 1980 an der Universität Konstanz promoviert. Nach dem Staatsexamen war er zunächst als Rechtsanwalt tätig und trat nach einiger Zeit in den Staatsdienst ein. Er fand beim Bundesinnenministerium Verwendung im Bereich Verfassungsschutz und wurde zuletzt zum Ministerialrat befördert.

### Thüringer Verfassungsschutzpräsident
1994 wurde Roewer von Innenminister Franz Schuster (CDU) zum Präsidenten des Thüringer Verfassungsschutzes bestellt. Die Übergabe der Ernennungsurkunde  erfolgte unter nicht mehr rekonstruierbaren Umständen entweder in einem Erfurter Gasthaus, in dem sie dem zu diesem Zeitpunkt betrunkenen Roewer in die Tasche gesteckt wurde, woran er sich später nur mehr schemenhaft erinnern konnte, oder aber kurz vor Mitternacht am 15. August 1994 in einem Vorzimmer des Innenministeriums.
Seine Amtsführung galt als exzentrisch. So trat er z. B. bei einer öffentlichen Veranstaltung im Rahmen des Programms von Weimar als Kulturhauptstadt Europas im Ludendorff-Kostüm mit Pickelhaube (im Thüringer NSU-Untersuchungsausschuss behauptete Roewer, er habe damit den General Max Hoffmann, Ludendorffs Kritiker, darstellen wollen), ein andermal als Walther Rathenau kostümiert auf.
Unter Roewers Verantwortung warb das Landesamt diverse V-Männer in der rechtsradikalen Szene Thüringens an, u. a. Tino Brandt, damals Anführer des Thüringer Heimatschutzes und im Landesvorstand der NPD. Brandt erhielt zwischen 1994 und 2001 über 200.000 DM für seine Arbeit – Geld, das nach seinen eigenen Angaben in den Aufbau des Thüringer Heimatschutzes floss. Brandt wurde von Roewer selbst vorübergehend als V-Mann abgeschaltet, doch drei Angehörige dieser Szene tauchten 1998 in den Untergrund ab. Als Nationalsozialistischer Untergrund waren sie im folgenden Jahrzehnt für eine Mordserie unter türkischen und griechischen Migranten, den Polizistenmord von Heilbronn, Sprengstoffattentate sowie zahlreiche Banküberfälle verantwortlich.
Roewer erklärte dazu am 15. November 2011, dass „aufgrund der zahlreichen Vorgänge und des aufgenommenen Materials möglicherweise einzelne Hinweise nicht erkannt wurden“. Er vermutete Verbindungen der Terrorzelle zur Jenaer Polizei, die eine Verhaftung bereits im Jahr 1998 verhindert habe. Im Februar 2013 gab Roewer an, seine Behörde hätte daher Ermittlungen gegen die Polizei aufgenommen. Die Akten seien, so Roewer, nach seiner Amtszeit vermutlich vernichtet worden.
Der Thüringer Verfassungsschutz gewichtete die Gefährdung durch Linksextremismus unter Roewers Führung sehr viel höher als die Gefahren des Rechtsextremismus. So wurden in dem für den Schulunterricht gedrehten Lehrfilm Jugendlicher Extremismus in der Mitte Deutschlands aus dem Jahr 2000 linke Autonome als gewaltbereit charakterisiert, während Aufmärsche rechter Kameradschaften ohne entsprechende Kommentare im Film gezeigt wurden. Auch die Aussage des Rechtsextremisten Tino Brandt „Wir sind […] prinzipiell gegen Gewalt“ blieb unkommentiert. Der Film wurde im Auftrag der von Roewer unter dem Decknamen Stephan Seeberg gegründeten Heron Verlagsgesellschaft vom CDU-Nachwuchspolitiker Reyk Seela produziert. Roewer rechtfertigte den Film, er habe dazu gedient, an die rechtsradikale Szene heranzukommen, um Ton- und Bildaufnahmen zu bekommen.
Außerdem legte der Verfassungsschutz über den damaligen Thüringer Oppositionsführer Bodo Ramelow von 1996 bis 1999 eine umfangreiche Materialsammlung an. Diese Überwachung Ramelows befand im Oktober 2013 das  Bundesverfassungsgericht für verfassungswidrig.
Im Auftrag des thüringischen Innenministers Christian Köckert (CDU) untersuchte der ehemalige hessische Justizstaatssekretär Karl Heinz Gasser (CDU) im Jahre 2000 Roewers Amtsführung und kam in seinem Bericht zu einem vernichtenden Ergebnis: Gasser stellte gravierende Fehler bei Personalwahl, -struktur und -führung fest, so dass er die Neuausrichtung des Landesamtes in den Jahren 1994 bis 1999 als misslungen bezeichnete. Die Einstellung von jungen Hochschulabsolventen als Führungskräfte habe zu ständigem Streit zwischen altgedienten Geheimdienstlern und ihren neuen Vorgesetzten geführt. So sei ein Beamter, der eine Entscheidung seines Chefs als unsinnig kritisierte, von Roewer kurz darauf verpflichtet worden, stündlich  schriftliche Berichte über seine Arbeit abzugeben. Eine Fachaufsicht durch das Innenministerium sei praktisch jahrelang ausgeschaltet gewesen, da Roewer darauf bestanden habe, ausschließlich Köckerts Vorgänger Richard Dewes (SPD) zu berichten, ohne dass das zuständige Aufsichtsreferat über den Inhalt der Gespräche informiert wurde. Auch Dewes’ Nachfolger Köckert habe trotz eines Brandbriefes des Personalrats nicht auf die chaotische Situation in Roewers Behörde reagiert.
Während der Untersuchungsausschuss im Thüringer Landtag zum NSU tagte, wurde Roewers Amtsführung wiederholt kritisiert. So soll er, wenn er mit einem Referatsleiter nicht zurechtgekommen sei, dessen Referat kurzerhand aufgelöst haben. Es seien „gravierende Fehler des Behördenleiters festzustellen, die dazu geführt haben, dass die nachrichtendienstliche Funktionsfähigkeit des Amtes beeinträchtigt war“, hieß es in einem jahrelang geheim gehaltenen Bericht, den der Rechtsanwalt und spätere Landesinnenminister Karl Heinz Gasser nach der Suspendierung Roewers im Sommer 2000 erstellte.

### Dienstenthebung, Ruhestand und Strafverfahren
Im Jahr 2000 wurde Roewer aufgrund einer Reihe von Affären vom Dienst suspendiert. Ein 2005 gegen ihn begonnener Strafprozess wegen Untreue in seiner Zeit als Verfassungsschutzpräsident wurde 2008 wegen fortdauernder Verhandlungsunfähigkeit vorläufig und im März 2010 endgültig gegen Zahlung von 3000 Euro Geldauflage an eine gemeinnützige Einrichtung eingestellt.

### Rolle bei der Aufarbeitung der NSU-Affäre
Seine beiden Befragungen im NSU-Untersuchungsausschuss des Thüringer Landtags im Sommer 2012 verglich Roewer in einem Interview für die Junge Freiheit mit einem „stalinistischen Schauprozess“. Gegen zwei dort aussagende ehemalige Kollegen erstattete er Strafanzeige wegen angeblicher Falschaussage.
Als Roewer 2013 im ersten Bundestags-NSU-Untersuchungsausschuss als Zeuge befragt wurde, was es mit in einem Tresor des Landesamtes nach seinem Ausscheiden aufgefundenen Quittungen über Zahlungen an einen V-Mann „Günther“ auf sich habe, antwortete Roewer den Abgeordneten: „Was geht Sie das an?“ Roewer sagte vor dem Untersuchungsausschuss aus, dass versucht worden sei, Böhnhardt, Mundlos und Zschäpe mit gefälschten Pässen zu versorgen, um diese bei der Ausreise aus Deutschland festzunehmen. Roewer gab an, dass sich Verfassungsschützer mit Rechtsextremen betrunken hätten, um an Informationen zu gelangen. Anschuldigungen, die Täter des NSU geschützt zu haben, wies Roewer zurück. Der Ausschussvorsitzende Sebastian Edathy (SPD) bezeichnete Roewers Aussagen, er könne sich nicht erinnern, als „schlicht nicht glaubwürdig“.

### Wirken als Referent und Publizist
Roewer publiziert u. a. in Jürgen Elsässers Compact Magazin, im Kopp Verlag und im Ares-Verlag. Dem Vorwurf, der Ares Verlag gelte als „Plattform für Rechtsextreme, Antisemiten und krude Geschichtsrevisionisten“, entgegnete Roewer, er habe auf der Autorenliste seinen ersten Staatsrechtslehrer Ingo von Münch entdeckt, so dass der Verlag auch für ihn selbst gut sei. Des Weiteren publiziert er in der Jungen Freiheit und ist Referent des Veldensteiner Kreises.
Im Dezember 2015 äußerte Roewer in einem Interview mit Michael Friedrich Vogts YouTube-Kanal QuerdenkenTV, es  werde einen „Umsturz“ geben, falls den Sicherheitsbehörden der Befehl erteilt würde, „gegen das eigene Volk vorzugehen“. Diese würden solchen Anordnungen keine Folge leisten, und dann werde „nicht mehr von Wahlen die Rede sein“. Im Hinblick auf die Pegida-Demonstrationen in Dresden, so Roewer, seien die Gegenaktivitäten von der „öffentlichen Hand gefördert“. Die Behörden „schleppten“ dort „stadt- oder landesbekannte Gewalttäter“ hin, um gegen Pegida zu demonstrieren. Es handle sich um „staatlich bezahlte, anreisende Kriminelle“. Zudem beherrsche ein „Konglomerat“ aus „Taugenichtsen und Schwätzern“ die Parteien und den „öffentlichen Raum“. Wenn das Volk nicht mehr zur Wahl gehe, sei „dieses System am Ende“.
Im Dezember 2016 äußerte Roewer in einer weiteren Ausgabe von QuerdenkenTV die Verschwörungstheorie, dass ein rechtsextremes Motiv für die dem NSU zugeschriebenen Morde „denkbar unwahrscheinlich“ sei. Die Taten seien vielmehr durch ethnische Konflikte zwischen Türken und Kurden bedingt. Wenn eine staatliche Stelle involviert gewesen sei, dann eher eine türkische als eine deutsche. Uwe Böhnhardt und Uwe Mundlos kämen dabei allenfalls als Auftragsmörder in Betracht. Beide seien jedoch nicht durch Suizid gestorben, sondern seien ermordet worden.
2015 dozierte Roewer vor der Burschenschaft Thessalia Prag und stand 2016 auf der Einladungsliste der vom Verfassungsschutz als rechtsextrem eingestuften Burschenschaft Normannia Jena. 2018 referierte er auf Einladung des AfD-Politikers Udo Hemmelgarn beim sogenannten Bürgergespräch im Bundestag und trat bei der Jahrestagung des AfD-nahen Studienzentrums Weikersheim als Redner auf.
Roewer sieht einen „Propagandafeldzug gegen die AfD“, hinter dem „die anderen Parteien und die an sie angeschlossenen Massenmedien“ stecken würden. 2020 schrieb er auf seinem Blog zur COVID-19-Pandemie in Deutschland: „Der Genosse Lauterbach kündigt an, Karneval ausfallen zu lassen. Das ist konsequent in Zeiten, wo ohnehin jeder eine Maske tragen muss. (…) Wg. Corona: Schon wieder ein Toter. Er starb in Sachsen-Anhalt im Alter von 91 Jahren.“
Helmut Roewer veröffentlichte unter anderem die Buchreihe „Unterwegs zu Weltherrschaft“ und „Warum England den Ersten Weltkrieg auslöste und Amerika ihn gewann“.  Darin geht es „um das Handeln ein und derselben Eliten, die die Verteilung von Geld und Macht seit über hundert Jahren unter sich ausmachen und hierbei ein sehr erfolgreiches und dynamisches Regime führen“ sowie Globalisierungskritik. Er behauptet darin, „daß eine Clique in der britischen upper class den Ersten Weltkrieg 1914 vorsätzlich auslöste“, und bezeichnet „die These vom berühmt berüchtigten deutschen Griff nach der Weltmacht“ als eine „anglo-amerikanische Propaganda-Lüge, die in zwei Schritten – nach dem Ersten und nach dem Zweiten Weltkrieg – als Maßnahme der Sieger in Deutschland durchgesetzt wurde“. Letztlich benennt er dass, „die Mär vom Dolchstoß von innen und einer angeblichen gegen Deutschland gerichteten jüdisch-freimaurerischen Verschwörung“ als einer Überprüfung nicht standhaltbar, sowie vom Kern der Ereignisse ablenkend und in einen Zweiten Weltkrieg geführt hätte.

## Veröffentlichungen (Auswahl)
- Nachrichtendienstrecht der Bundesrepublik Deutschland. Heymann, Köln 1987, ISBN 3-452-20630-0.
- Strahlenschutzvorsorgegesetz. Heymann, Köln 1988, ISBN 3-452-21310-2.
- als Hrsg. mit Fritz-Achim Baumann und Helmut Rannacher: Claudia Timpel und Stefan Schäfer: Dich brenn ich eigenhändig an. Buchenwald – Kristallisationspunkt für Extremisten. Heron Verlag, Erfurt 1998, ISBN 978-3-9806080-3-9.
- mit Stefan Schäfer und Matthias Uhl: Lexikon der Geheimdienste im 20. Jahrhundert. Herbig, München 2003, ISBN 3-7766-2317-9.
- Skrupellos. Die Machenschaften der Geheimdienste in Russland und Deutschland 1914–1941. Faber & Faber, Leipzig 2004, ISBN 3-936618-46-1.
- Im Visier der Geheimdienste: Deutschland und Russland im Kalten Krieg. Lübbe, Köln 2008, ISBN 978-3-7857-2326-5.
- Die Rote Kapelle und andere Geheimdienstmythen. Spionage zwischen Deutschland und Russland im Zweiten Weltkrieg 1941–1945. Ares-Verlag, Graz 2010, ISBN 978-3-902475-85-5.
- Nur für den Dienstgebrauch – Als Verfassungsschutz-Chef im Osten Deutschlands. Ares-Verlag, Graz 2012, ISBN 978-3-902732-09-5.
- Kill the huns – Tötet die Hunnen! Geheimdienste, Propaganda und Subversion hinter den Kulissen des Ersten Weltkrieges. Ares-Verlag, Graz 2014, ISBN 978-3-902732-27-9.
- Warum England den Ersten Weltkrieg auslöste und Amerika ihn gewann (= Unterwegs zur Weltherrschaft. Band 1). Scidinge Hall, Zürich 2016, ISBN 978-3-905923-23-0.
- 1918–1945: Warum eine anglo-amerikanische Allianz Deutschland zum zweiten Mal angriff und die Rote Armee in Berlin einmarschierte (= Unterwegs zur Weltherrschaft. Band 2). Scidinge Hall, Tübingen 2017, ISBN 978-3-947020-02-7.
- 1945 bis heute: Warum das US-Imperium so lange bei uns Erfolg hatte, jedoch bei der Umerziehung der Ostdeutschen scheiterte (= Unterwegs zur Weltherrschaft. Band 3). Scidinge Hall, Tübingen 2018, ISBN 978-3-947020-05-8.
- Spygate. Der Putsch des Establishments gegen Donald Trump. Kopp Verlag, Rottenburg 2020. ISBN 978-3-86445-739-5.
- Corona-Diktatur. Der Staatsstreich von Merkel, Christunion & Co 2020/21. Reihe Exil, 2021.